# スクリプト (書体)

フォーマルなスクリプト体の一例、Kuenstler Script

カジュアルなスクリプト体の一例、Caflisch Script

スクリプトとは、しばしば手書きによって生み出される流れるような筆跡に基づく多様な書体である。それらは、筆記体の文字に似た非常に規則正しいフォーマルなスクリプトと、より自由なカジュアルなスクリプトに分けられる。
日本語フォントでは、スクリプト体相当のものを連綿体と呼んでいる。

## フォーマルなスクリプト
フォーマルなスクリプトのほとんどは、ジョージ・ビッカムやジョージ・シェリー、ジョージ・スネルのような17世紀および18世紀の習字教師の字体に基いている。それらの原型の文字は、羽根ペンもしくは金属ペンのペン先によって生み出される。そのようなペン先は共に、優れた肉厚な筆跡を生み出すことができる。彼らの文字に基く書体が18世紀後半および19世紀前半に現れた。現代におけるフォーマルスクリプトの書体は、Kuenstler Scriptやマシュー・カーター製作の書体であるSnell Roundhandで見られる。これらの書体は、招待状や卒業証書などにおいて高貴で優雅な印象を与えるために多用される。

## カジュアルなスクリプト
カジュアルなスクリプトは、フォーマルさが少なく活発な筆跡を見せる。筆跡の幅が異なる場合もあるものの、ペン先ではなくウェットブラシによって生み出されているように見えることが多い。これらの書体は20世紀初旬に現れ、1950年代前半の写真植字の出現によってその数は急速に増加した。これらは1970年代にヨーロッパおよび北アメリカで広告において一般的に用いられた。カジュアルなスクリプトの例としては、ブラッシュスクリプトやカウフマン、ミストラルなどが含まれる。